# Cassephyra sordidata
Cassephyra sordidata là một loài bướm đêm trong họ Geometridae.